# Placa del mar de las Molucas

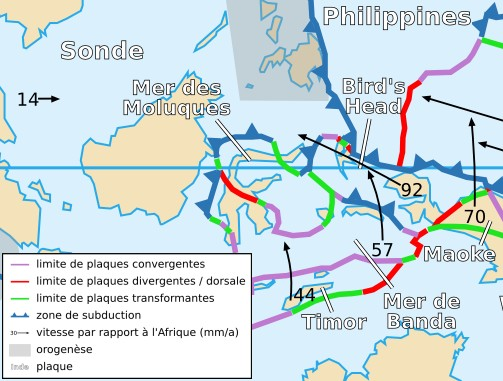
Mapa de la placa del Mar de las Molucas (como "Mer des Moluques") y placas vecinas (en francés).

## La teoría anterior
La placa del Mar de las Molucas (también conocida como microplaca del Mar de las Molucas) fue considerado una pequeña placa tectónica soportando el norte de Sulawesi, el mar de las Molucas y una parte del mar de Banda, en una región llena de numerosas pequeñas placas. De acuerdo con la teoría anterior, una zona de subducción se extiende a lo largo de su límite norte con la placa de la Sonda. Existe un pequeño borde divergente a lo largo de la parte de Sulawesi del límite con la placa del Mar de Banda que se convierte en un borde convergente, ya que divide el mar de Banda en dos partes; el resto de los límites son bordes transformantes.

## La teoría actual
Estudios científicos más recientes sugieren que la placa del Mar de las Molucas ha sido totalmente subsumida por la placa Halmahera y la placa Sangihe, de modo que ninguna parte de la placa del Mar de las Molucas sigue expuesta a la superficie de la Tierra. El marco tectónico de esta región es único, ya que es el único ejemplo conocido de una colisión activa de arco-arco consumiendo una cuenca oceánica mediante la subducción en dos direcciones, entre las microplacas Halmahera y Sangihe.  
Hacia el sureste se encuentra la falla de Sorong, una larga falla lateral que corre de este a oeste en la región que separa la placa Cabeza de Pájaro y la placa Halmahera. 

## Recientes terremotos fuertes (>6.0) en esta región
Sismos fuertes golpean esta zona con frecuencia y pueden a veces causar tsunamis.
- 14 de noviembre de 2014 - 7.3 Mar adentro a la altura de Kota Ternate
- 9 de septiembre de 2014 - 6.5 Sur del mar de las Molucas
- 13 de junio de 2011 - 6.2 Mar de las Molucas
- 11 de febrero de 2009 - 7.2 Kepulauan Talaud
- 10 de septiembre de 2008 - 6.6 180 km south of Manado on Sulawesi.
- 26 de julio de 2007 - 6.9 Mar de las Molucas
- 18 de marzo de 2007 - 6.5 Mar de las Molucas
- 21 de enero de 2007 - 7.5 Mar de las Molucas, 5 muertes
- 19 de mayor de 2006 - 6.3 Mar de las Molucas
- 21 de diciembre de 2005 - 6.3 190 km sur de Manado.